# 桜去ほとり
桜去 ほとり（さくらざり ほとり、3月24日 - ）は、日本の漫画家。

## 経歴
長崎県佐世保市出身。
2013年まで埼玉県さいたま市に居住していたが、現在、東京都目黒区に住んでいる。
誕生日は3月24日であり、桜が咲く季節である。
目黒川の桜が咲く季節になると、名前が「桜咲ほとり」に改名される、桜が散った後には元の名前に戻る。
年齢の離れた姉がいる。

## エンジニアとしての作品
2004年より公式サイト「薫風の春雨さらだ」を開設。
IT系エンジニアとして各種サイトページを企画するかたわら、漫画雑誌に稿を卸している。
2017年には渋谷区の「Flatplan, Inc.」の立ち上げに参画し、スマホを片手デバイスにするアプリ『アイテルテ』（iteLte）を開発。

## 漫画家としての作品
- 「ルーキーズフェスト2009」 2009年、スクウェア・エニックス『ガンガンONLINE』
- 「神と民の論理」 2012年、ソフトバンククリエイティブ『ゲーマガ』
- ソーシャルゲーム『こえぷら』（2012年、Newgate、カードイラスト）
- 「坂の上のフィニッシュライン」 2013年、ワニマガジン社『COMIC快楽天BEAST 2013年11月号』
- 「H2O」（2013年、原作：猪原賽）の作画

### 書籍
- 『せっくすじゅーす』[8] 2017年5月19日発売[9]、ワニマガジン社〈ワニマガジンコミックススペシャル〉、ISBN 978-4-86269-490-4

### 同人誌
- 『ほたるちゃんに枕営業される本』 2019年、ほとりぼっち